# Senat von Beust I
Der Senat von Beust I ist der Senat der Freien und Hansestadt Hamburg, der vom 31. Oktober 2001 bis 17. März 2004 die Landesregierung in Hamburg bildete. Es war die erste Amtszeit des Ersten Bürgermeisters Ole von Beust.
Als Ergebnis der Bürgerschaftswahl in Hamburg 2001 erfolgte die Regierungsbildung in einer Koalition aus CDU, Partei Rechtsstaatlicher Offensive und FDP. Nach Auseinandersetzungen und Entlassung von Ronald Schill aus dem Senat wurde die Koalition, die ihre Mehrheit durch die die PRO-Fraktion verlassenden Abgeordneten der Schill-Partei verlor, 2003 aufgekündigt und vorzeitige Neuwahlen wurden angesetzt.

## Senat
| Amt                                                                                         | Name                                 | Partei | Partei    |
| ------------------------------------------------------------------------------------------- | ------------------------------------ | ------ | --------- |
| Erster Bürgermeister                                                                        | Ole von Beust                        |        | CDU       |
| Zweiter Bürgermeister                                                                       | Ronald Schill bis 19. August 2003    |        | PRO       |
| Zweiter Bürgermeister                                                                       | Mario Mettbach ab 19. August 2003    |        | PRO       |
| Behörde für Inneres                                                                         | Ronald Schill bis 19. August 2003    |        | PRO       |
| Behörde für Inneres                                                                         | Dirk Nockemann ab 3. September 2003  |        | PRO       |
| Behörde für Bau und Verkehr                                                                 | Mario Mettbach                       |        | PRO       |
| Behörde für Bildung und Sport                                                               | Rudolf Lange bis 17. November 2003   |        | FDP       |
| Behörde für Bildung und Sport                                                               | Reinhard Soltau ab 26. November 2003 |        | FDP       |
| Behörde für Soziales und Familie Senatsamt für Gleichstellung aufgelöst am 1. Dezember 2003 | Birgit Schnieber-Jastram             |        | CDU       |
| Behörde für Umwelt und Gesundheit                                                           | Peter Rehaag                         |        | PRO       |
| Behörde für Wirtschaft und Arbeit                                                           | Gunnar Uldall                        |        | CDU       |
| Behörde für Wissenschaft und Forschung                                                      | Jörg Dräger                          |        | parteilos |
| Finanzbehörde                                                                               | Wolfgang Peiner                      |        | CDU       |
| Justizbehörde Senatsamt für Bezirksangelegenheiten aufgelöst am 1. Januar 2004              | Roger Kusch                          |        | CDU       |
| Kulturbehörde                                                                               | Dana Horáková                        |        | parteilos |